# Matteo Renzi

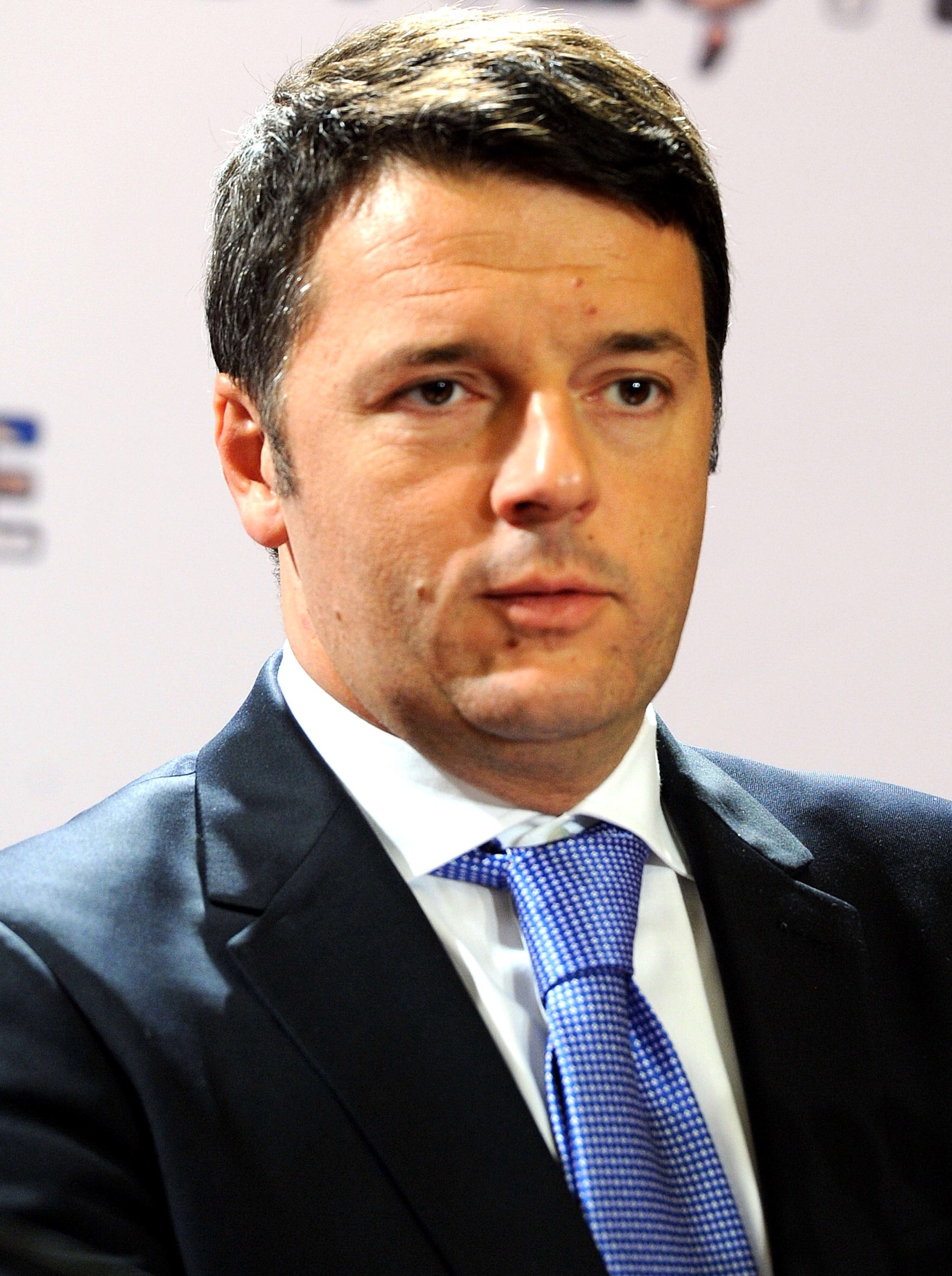
Matteo Renzi (2015)

Matteo Renzi (* 11. Januar 1975 in Florenz) ist ein italienischer Politiker. Er war von 2013 bis 2018 Vorsitzender der Partito Democratico (PD) sowie von Februar 2014 bis Dezember 2016 Präsident des Ministerrats der Italienischen Republik. Seit September 2019 ist er Anführer der von ihm gegründeten Partei Italia Viva.
Von 2004 bis 2009 war er Präsident der Provinz Florenz, anschließend bis 2014 Bürgermeister der Stadt Florenz. In einer Basisabstimmung unter den Parteianhängern wurde Renzi am 8. Dezember 2013 zum Vorsitzenden (segretario) der Partito Democratico gewählt. Ab Februar 2014 war er an der Spitze einer Mitte-links-Koalition italienischer Regierungschef. Nach dem Scheitern einer von ihm angestrebten Verfassungsreform trat Renzi im Dezember 2016 als Ministerpräsident zurück. Nach der Parlamentswahl im März 2018 gab er auch den Parteivorsitz auf.

## Privatleben und beruflicher Werdegang
Renzi wuchs in Rignano sull’Arno auf, dem Wohnort seiner Eltern. Sein Vater Tiziano war von 1985 bis 2002 Gemeinderat der Democrazia Cristiana bzw. der Partito Popolare Italiano (PPI) in dieser Stadt.
Matteo Renzi studierte an der Universität Florenz, an der er 1999 sein Studium der Rechtswissenschaft mit Diplom abschloss. Nach dem Studium arbeitete er bei der von seinem Vater in Genua gegründeten Marketing-Firma CHIL srl (heute CHIL Post srl); er hielt von 1999 bis 2004 gemeinsam mit seiner Schwester die Mehrheitsanteile an dem Unternehmen.
Renzi ist seit 1999 mit der Gymnasiallehrerin Agnese Landini (* 1976) verheiratet und Vater dreier Kinder.

## Politische Karriere
Renzis politische Karriere begann bereits in der Studienzeit. 1996 nahm er an der Gründung der Comitati per Prodi zur Unterstützung des Wahlkampfs von Romano Prodi teil und trat in den PPI ein, dessen Vorsitzender für die Provinz Florenz er 1999 wurde. 2002 ging der PPI in der neugegründeten Partei La Margherita – Democrazia è Libertà auf. Renzi wurde auch für diese Partei Koordinator und später Vorsitzender für die Provinz Florenz.

### Provinzpräsident und Bürgermeister
Von 2004 bis 2009 war er Präsident der Provinz Florenz. Nach dem Zusammenschluss der Margherita mit den postkommunistischen sozialdemokratischen Democratici di Sinistra zum Partito Democratico (PD) 2007 wurde Renzi Mitglied der neuen Partei.
Am 15. Februar 2009 nahm er an den Vorwahlen des PD für das Amt des Bürgermeisters von Florenz teil und gewann mit 40,52 % der Stimmen. Am 21./22. Juni 2009 wurde er mit 59,96 % der Stimmen zum Bürgermeister von Florenz gewählt. Im gleichen Jahr wurde er in den erweiterten Vorstand des PD gewählt.
Im Dezember 2010 löste Renzi heftige Diskussionen aus, als er Silvio Berlusconi in dessen Villa in Arcore zu einem Gespräch aufsuchte. Renzi dementierte immer wieder eine Nähe zu Berlusconi, auch da Berlusconi während der Vorwahlen 2012 seine Sympathie für den Bürgermeister von Florenz ausdrückte.
2011 war er laut einer Umfrage der Zeitung Il Sole 24 Ore der beliebteste Bürgermeister Italiens.
Bei den Vorwahlen für die Spitzenkandidatur des Mitte-links-Bündnisses für die Parlamentswahlen in Italien 2013 erzielte Renzi im ersten Durchgang am 25. November 2012 mit 35,5 % das zweitbeste Ergebnis; er verlor die Stichwahl am 2. Dezember mit 39,1 % deutlich gegen Pier Luigi Bersani (60,9 %) und sicherte Bersani volle Unterstützung im Wahlkampf zu.
Nach den Parlamentswahlen Ende Februar 2013 kam es zu einer Regierungskrise, denn PD-Parteichef Bersani gelang es nicht, eine Minderheitsregierung ohne Silvio Berlusconi zu bilden. Daraufhin trat er vom Parteivorsitz zurück. Renzi warf Bersani und der übrigen Parteiführung zu zögerliches Vorgehen beim Versuch einer Regierungsbildung vor, trat für schnelle Neuwahlen ein und erklärte, dass er bei parteiinternen Vorwahlen erneut für das Amt des Spitzenkandidaten kandidieren werde. Dies löste eine heftige innerparteiliche Diskussion aus. Anhänger Bersanis warfen Renzi vor, aus persönlichem Kalkül gegen eine vom PD geführte Minderheitsregierung und für Neuwahlen zu sein. Staatspräsident Giorgio Napolitano beauftragte am 24. April 2013 Enrico Letta – den Vizechef des PD – mit der Regierungsbildung, welche diesem gelang: Das Kabinett Letta wurde am 28. April 2013 vereidigt.

### Vorsitzender der PD
Im Dezember 2013 übernahm Renzi als Nachfolger von Guglielmo Epifani den Vorsitz der Partito Democratico. Er erhielt bei der Urwahl 68 Prozent der Stimmen, obwohl Ministerpräsident Letta Renzis Kontrahenten Gianni Cuperlo unterstützt hatte.
Matteo Renzi bezeichnet sich selbst – bezogen auf die „alten“ Eliten – als „rottamatore“ (von italienisch rottamare „verschrotten“). Dieser Spitzname beruht auf seinem Ruf, dass er das gesamte italienische politische Establishment, welches in großen Teilen der italienischen Öffentlichkeit als diskreditiert, korrumpiert und gescheitert gilt, „abwickeln“ wolle. Sein Aufstieg wird von Beobachtern als Zeichen eines dringend benötigten Generationswechsels angesehen. Er wurde dabei von einem großen Rückhalt in der Bevölkerung getragen und genoss auch in seinem ersten Regierungsjahr die mit Abstand höchste Zustimmung bei der Bewertung von Politikern im Land. Sich selbst beschreibt er als „enorm ehrgeizig“. In der Presse wurde er auch „Speedy Gonzalez der italienischen Politik“ genannt. Inhaltlich vertritt Renzi politisch gemäßigte Positionen. Er repräsentiert sowohl die linkskatholische als auch die sozialdemokratische Tradition seiner Partei. Während seine Vorgänger lange gezögert hatten, den Partito Democratico zum Vollmitglied der Sozialdemokratischen Partei Europas zu machen, hat Renzi nach seiner Wahl zum Parteichef diesen Schritt 2014 sehr schnell vollzogen.
Renzi blieb während seiner Amtszeit als Ministerpräsident und darüber hinaus bis Februar 2017 Parteivorsitzender. Dann legte er den Parteivorsitz nieder, wurde aber Ende April 2017 erneut auf diesen Posten gewählt. Er setzte sich dabei gegen Justizminister Andrea Orlando sowie den Regionalpräsidenten Apuliens, Michele Emiliano, durch.
Sein Führungsstil und sein liberaler Reformkurs führten wiederholt zu innerparteilichen Konflikten und zu Parteiaustritten von Renzi-Gegnern aus dem linken Parteiflügel. So trat im Mai 2015 Giuseppe Civati und im Juni 2015 Stefano Fassina aus. Beide gründeten jeweils eigene Kleinparteien: Possibile und Futuro a Sinistra. Zur größten Austrittswelle prominenter PD-Politiker kam es im Februar 2017, als der ehemalige Parteivorsitzende Pier Luigi Bersani, der ehemalige Ministerpräsident Massimo D’Alema und Roberto Speranza die PD verließen, um die Partei Articolo 1 – Movimento Democratico e Progressista zu gründen. Die verschiedenen Gruppierungen links der PD traten zur Parlamentswahl 2018 im Bündnis Liberi e Uguali („die Freien und Gleichen“) an.

### Amtszeit als Ministerpräsident

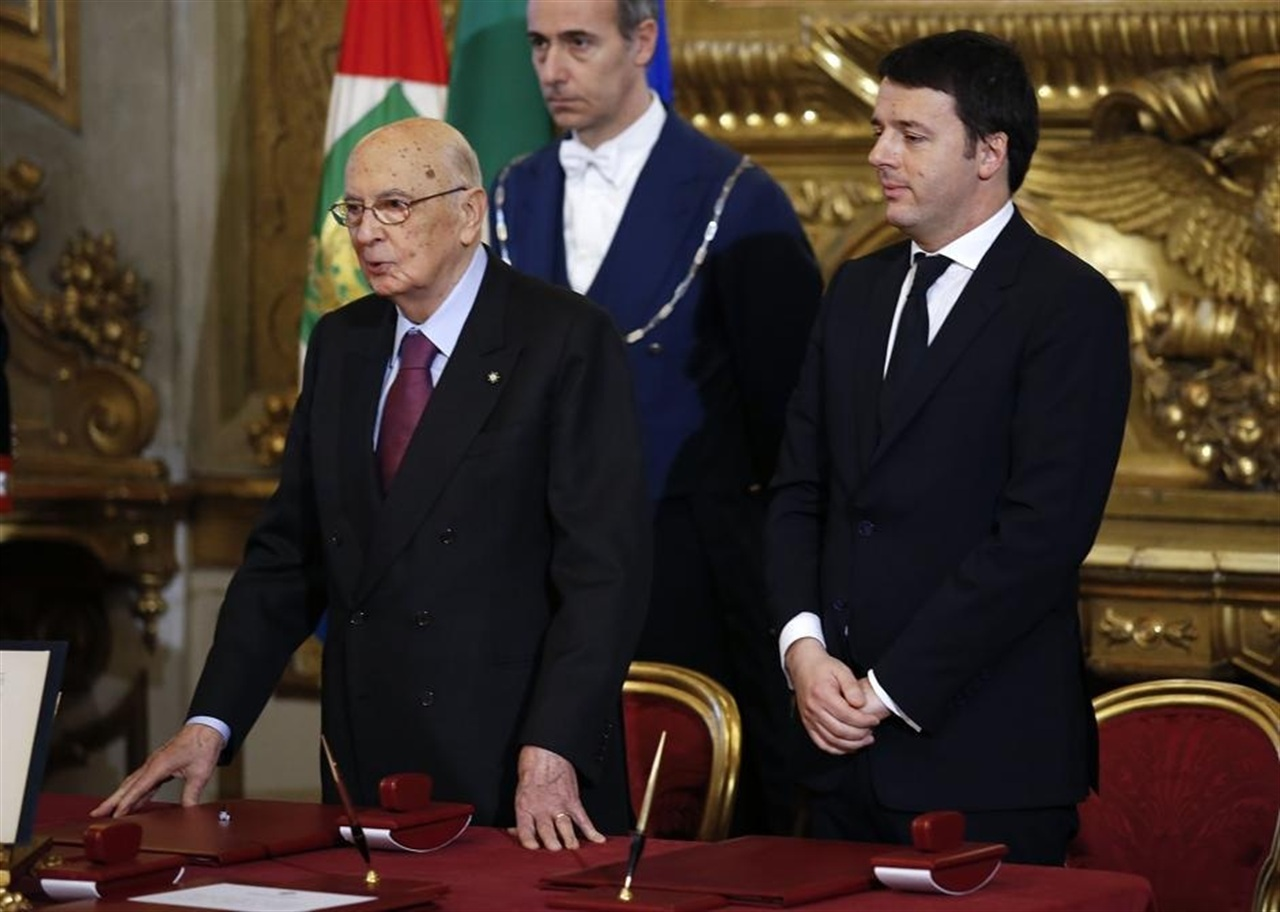
Renzi mit Staatspräsident Napolitano bei seiner Vereidigung am 22. Februar 2014

Am 14. Februar 2014 reichte Letta seinen Rücktritt vom Amt des Präsidenten des Ministerrats ein, nachdem Renzi ihn, in Konsequenz der deutlichen Wahl zum Parteivorsitzenden und einer innerparteilichen Abstimmung über die Forderung einer neuen Regierung, vehement dazu gedrängt hatte. Am 17. Februar 2014 wurde Renzi von Staatspräsident Napolitano mit der Bildung einer neuen Regierung beauftragt. Am 22. Februar 2014 wurde er mit seinem Kabinett als neuer Präsident des Ministerrats vereidigt.
Zu Beginn seiner Amtszeit versprach Renzi, „jeden Monat eine Reform“ umzusetzen. Im September 2014 stellte er ein „1000-Tage-Programm“ vor. Über den Stand der Reformen informiert die Homepage Passo dopo Passo (zu deutsch: Schritt-für-Schritt). Das National Reform Programme Italiens ist Teil der „Europa 2020“-Strategie der Europäischen Kommission (siehe Weblinks).
Im August 2014 folgte eine Reform des Strafrechts, im November 2014 wurde eine Reform des Zivilrechts verabschiedet. Die neuen Gesetze zielen auf eine Beschleunigung der Verfahren der italienischen Justiz. Unter anderem wurden die Urlaubstage für Richter von 45 auf 30 Tage reduziert.
Es gab Brüsseler Diplomaten, die den Eindruck hatten, dass Renzi an Europa kein Interesse habe. Im Oktober 2014 ließ Renzi einen als „streng vertraulich“ deklarierten Mahnbrief von Währungskommissar Jyrki Katainen an den italienischen Finanzminister Pier Carlo Padoan veröffentlichen.
Während seiner Amtszeit setzte Renzi im Dezember 2014 eine Arbeitsmarktreform mit dem Namen Jobs Act durch. Diese beinhaltet etwa eine Lockerung des Kündigungsschutzes und Steuererleichterungen für Unternehmen, wenn diese neue „Festanstellungen“ schaffen. Diese können aber in den ersten 36 Monaten ohne Nennung von Gründen wieder vom Arbeitgeber gekündigt werden. Die Jugendarbeitslosigkeit soll durch EU-geförderte Maßnahmen eingedämmt werden, bei denen es sich jedoch meist um nicht oder schlecht bezahlte Praktika u. ä. handelt. Renzi erklärte, die Wachstumsschwäche Italiens sei Folge der von Deutschland durchgesetzten Austerität.
Nach einem Jahr Amtszeit war trotz vieler Widerstände zum Beispiel in der Opposition, seiner eigenen Partei PD und bei Betroffenen von Reformvorhaben die Popularität Renzis groß. Im Februar 2015 hatte Renzi Zustimmungswerte von rund 50 %.

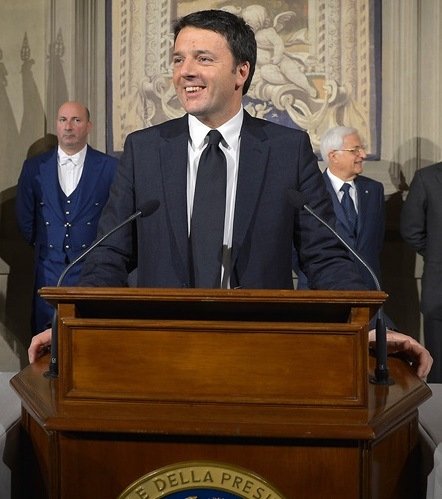
Matteo Renzi bei der Bekanntgabe seines Kabinetts am 21. Februar 2014

Im Mai 2015 erfolgte mit dem sogenannten Italicum eine Wahlrechtsreform, die stabilere Regierungen ermöglichen soll. So bekommt eine Partei automatisch 340 von 630 Sitzen (entspricht 55 %), also eine absolute Mehrheit, in der Abgeordnetenkammer, wenn sie bei der Wahl mehr als 40 % der Stimmen erhält. Sollte dies keiner Partei gelingen, gibt es eine Stichwahl zwischen den zwei größten Parteien. Zudem wurden Sperrklauseln eingeführt.
Am 21. Mai 2015 bewilligte das Parlament ein Anti-Korruptionsgesetz. Es soll unter anderem Bilanzfälschung und Korruption bekämpfen.
Im Juli 2015 wurde eine Bildungsreform namens La Buona Scuola verabschiedet, die u. a. den Schuldirektoren mehr Eigenständigkeit gab, zum Beispiel bei der Auswahl der Lehrer und Vergabe von Boni. Die Höhe der Lehrergehälter richtete sich danach nicht mehr nach deren Dienstjahren, sondern nach „Leistung“, die von Schülern, Lehrern und Eltern bewertet werden soll. 100.000 Aushilfslehrer mit befristeten Verträgen erhielten feste Arbeitsverträge. Praktika zur Berufsvorbereitung wurden verpflichtend. Es sollte mehr Fremdsprachenunterricht geben, Kunstgeschichte und Musik wurden wieder verpflichtend. Als neue Lernziele wurden Kenntnisse in den Bereichen Recht, Ökonomie, IT, unternehmerisches Handeln und der Umgang mit sozialen Netzwerken eingeführt. Die Gewerkschaften kündigten ab Beginn des neuen Schuljahres im September 2015 Proteste insbesondere gegen die Einführung des Leistungsprinzips an. Zudem sollten neue Schulgebäude gebaut und alte Gebäude bis 2017 mit 3,7 Milliarden Euro saniert werden. Im Juli 2015 lagen die Umfragewerte für Renzi bei ungefähr 31 Prozent.
Am 13. Oktober 2015 stimmte der Senat mit dem sogenannten Legge Boschi einer Verfassungsreform zu. Der Senat sollte dadurch von 315 auf 100 Senatoren verkleinert werden, den Ministerpräsidenten sollte nur noch das Abgeordnetenhaus wählen. Der Senat sollte bei neuen Gesetzen in Anlehnung an den deutschen Bundesrat nur noch zur Mitentscheidung einbezogen werden, wenn es um die italienischen Regionen, „Verfassungsänderungen, das Wahlrecht, Volksabstimmungen und EU-Fragen“ ginge. Zum endgültigen Inkrafttreten des Gesetzes zur Verfassungsreform waren weitere Abstimmungen im Parlament und Senat sowie eine Volksabstimmung erforderlich.
Durch Privatisierung von Staatsunternehmen wollte Renzis Regierung die Staatsschulden von circa 2.000 Milliarden Euro senken. Dazu wurden im Oktober 2015 ungefähr 38 % der italienischen Post Poste Italiane für 3,4 Milliarden Euro an die Börse gebracht. Mehrheitseigner blieb das Ministero delle Finanze (italienisches Finanzministerium). Im ersten Halbjahr 2016 sollte die Flugsicherungsgesellschaft ENAV S.p.A. an die Börse gehen. Für das zweite Halbjahr 2016 war ein Börsengang der Italienischen Staatsbahn geplant. Rund 40 % der Anteile sollten vom Staat an Anleger verkauft werden. Das Schienennetz wurde vor dem Börsengang aus den Unternehmen herausgelöst und soll in öffentlicher Hand bleiben.
Im Dezember 2015 wurde eine Reform der öffentlich-rechtlichen Rundfunkanstalt Radiotelevisione Italiana (RAI) verabschiedet. Der bisher zu 7/9 von der „parlamentarischen RAI-Kommission“ (Commissione di Vigilanza) bestimmte Aufsichtsrat wurde von 9 auf 7 Personen verkleinert. Je 2 Mitglieder des Aufsichtsrats bestimmen das Parlament, der Senat und die Regierung; Ein Mitglied stammt aus der RAI-Belegschaft. Der Aufsichtsratsvorsitzende wird vom Aufsichtsrat gewählt und muss mit einer 2/3-Mehrheit von der Commissione di Vigilanza bestätigt werden. Die Regierung gewinnt somit auf Kosten der Parteien an Einfluss. Die bisherige Rolle des RAI-Generaldirektors wird in einen Geschäftsführer mit erweiterten Vollmachten (ähnlich einem Vorstandsvorsitzenden) umgewandelt. Er darf größere Summen alleine bestimmen und erhält mehr Autonomie bei der Nominierung von Führungskräften.
Im Mai 2016 setzte Renzi ein Gesetz zur Einführung der gleichgeschlechtlichen Partnerschaft ähnlich dem deutschen Lebenspartnerschaftsgesetz durch. Homosexuelle Paare werden künftig u. a. in Steuer- und Erbangelegenheiten weitgehend oder vollständig so behandelt wie Eheleute und können den Nachnamen des Partners annehmen. Italien war bis dahin das letzte westeuropäische Land, in dem weder ein Rechtsrahmen für homosexuelle Partnerschaften noch Regelungen für Ehen ohne Trauschein existierten.
Die von Renzi angestrebte Verfassungsreform scheiterte im Referendum am 4. Dezember 2016 mit 41 % Ja- gegenüber 59 % Nein-Stimmen. Gleich am nächsten Tag reichte Renzi bei Staatspräsident Sergio Mattarella seinen Rücktritt ein. Dieser bat ihn jedoch, bis zur Verabschiedung des italienischen Staatshaushaltes im Amt zu bleiben. Der Haushalt wurde am 7. Dezember 2016 verabschiedet. Renzis Rücktrittsgesuch am selben Tag nahm Mattarella unter Vorbehalt an. Geschäftsführend blieb Renzi im Amt, bis am 12. Dezember 2016 Paolo Gentiloni als neuer Regierungschef vereidigt wurde.

### Gründung einer eigenen Partei
Nach der Niederlage der PD bei der Parlamentswahl im März 2018 trat Renzi auch als Parteivorsitzender zurück. Im September 2019 kündigte Renzi den Austritt aus der Demokratischen Partei und die Gründung einer neuen Partei mit Namen Italia Viva an. Damit beendete er die Diskussionen um seine Person, die seit seinem Rücktritt als Ministerpräsident im Dezember 2016 in der Partei für Unruhe sorgten. Renzi schlossen sich insgesamt etwa 40 Parlamentarier aus Abgeordnetenkammer und Senat an. Unter denen, die sich Renzi angeschlossen haben, sind mit den Ministerinnen Elena Bonetti und Teresa Bellanova und Staatssekretär Ivan Scalfarotto mehrere Mitglieder der Regierung Giuseppe Contes. Nach eigenen Angaben 2019 wollte Renzi den Ministerpräsidenten aber weiter unterstützen.
Im Januar 2021 enthielten sich die beiden Ministerinnen der Italia Viva bei der Abstimmung über das EU-Wiederaufbauprogramm in Höhe von knapp 230 Milliarden Euro der Stimme. Renzi kritisiert, dass die von der EU wegen der COVID-19-Pandemie als Zuschüsse und als zinsgünstige Kredite zugesagten Gelder nach dem Gießkannenprinzip an Klientelgruppen verteilt werden sollen. Er fordert, sie für einen grundlegenden Strukturwandel von Wirtschaft, Gesellschaft und Verwaltung einzusetzen.

## Publikationen
- 2011: Fuori! („Raus!“). Verlag Rizzoli;[53] deutsch: Raus! Politik mit offenem Visier. Britzer Hufeisen-Verlag, Berlin 2012, ISBN 978-3-942386-01-2.
- 2012: Stil Novo. Verlag Rizzoli.[54]
- 2013: Oltre la Rottamazione („Über die Verschrottung hinaus“/„Jenseits der Verschrottung“). Verlag Mondadori, ISBN 978-88-04-64237-4.
- 2017: Avanti. Perché l'Italia non si ferma (Vorwärts. Weil Italien nicht stillsteht), Verlag: Feltrinelli, ISBN 978-88-07-17313-4.